# پارادوکس گلوکز
پارادوکس گلوکز (انگلیسی: Glucose paradox)یا متناقض‌نمای گلوکز این مشاهده بود که مقدار زیاد گلیکوژن در کبد با مقدار کم گلوکزی که جذب می‌شود قابل توضیح نیست. توضیح این بود که بیشتر گلیکوژن از تعدادی ماده غیر از گلوکز ساخته می‌شود. پارادوکس گلوکز برای اولین بار توسط زیست‌شیمی‌دان‌ها جی دنیس مک گری و یوزف کاتز در سال ۱۹۸۴ فرموله شد.

## اهمیت
متناقض‌نمای گلوکز اهمیت ترکیب شیمیایی اسید لاکتیک را در فرایند زیست‌شیمیایی سوخت‌وساز کربوهیدرات نشان می‌دهد. تناقض در این است که مقدار زیاد گلیکوژن (۱۰ درصد) موجود در کبد با جذب اندک گلوکز توسط کبد قابل توضیح نیست.
پس از گوارش کربوهیدرات‌ها در بدن و ورود آنها به دستگاه گردش خون به‌صورت گلوکز، مقداری از آن مستقیماً جذب ماهیچه شده و در سراسر سیستم بی‌هوازی به اسید لاکتیک تبدیل می‌شوند. این اسید لاکتیک توسط کبد جذب و تبدیل شده و ماده اولیه تشکیل گلیکوژن کبدی را فراهم می‌کند. به همین دلیل، بیشتر گلیکوژن کبدی بدن به‌طور غیر مستقیم و نه مستقیم از گلوکز موجود در خون تولید می‌شود.
در شرایط فیزیولوژیک طبیعی، گلوکز یک ترکیب پیش‌ماده ضعیف است و استفاده از آن توسط کبد محدود است.